# Sicalis raimondii
A Sicalis raimondii a madarak osztályának verébalakúak (Passeriformes) rendjébe és a tangarafélék (Thraupidae) családjába tartozó faj.

## Rendszerezése
A fajt Wladyslaw Taczanowski lengyel zoológus és ornitológus írta le 1851-ben, Sycalis raimondii néven.

## Előfordulása
Peru délnyugati részén, a Csendes-óceán partvidékén honos. Természetes élőhelyei a szubtrópusi és trópusi cserjések. Állandó, nem vonuló faj.

## Megjelenése
Testhossza 12 centiméter.

## Természetvédelmi helyzete
Az elterjedési területe nagyon nagy, egyedszáma pedig stabil. A Természetvédelmi Világszövetség Vörös listáján nem fenyegetett fajként szerepel.